# Tribunales económico-administrativos de España
Los Tribunales Económico-Administrativos de España son órganos administrativos independientes de la Administración General del Estado, adscritos al Ministerio de Hacienda, que resuelven las reclamaciones económico-administrativas, que constituyen en España un recurso especial para impugnar los actos tributarios ante la propia administración que los dicta.
También existen órganos económico-administrativos de resolución en las comunidades autónomas y en algunos municipios de gran población, como Madrid, que reciben diversas denominaciones y no se encuadran en el Ministerio de Hacienda, sino dentro de las Administraciones Tributarias de sus respectivas administraciones territoriales, generalmente las Consejerías de Hacienda.

## Origen y función

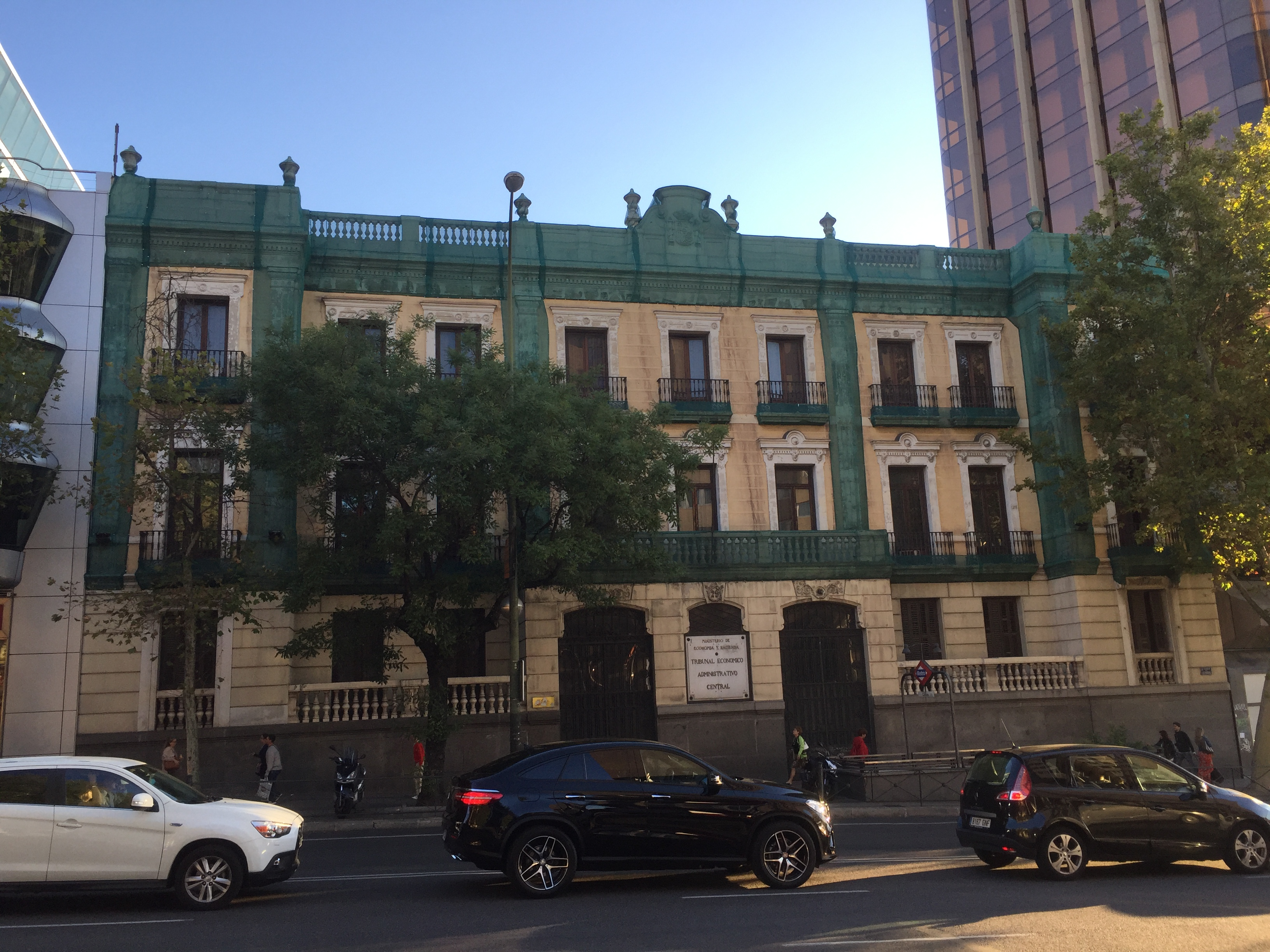
Palacio de los condes de Egaña, antigua sede del Tribunal Central.

El origen de la vía económico-administrativa se encuentra en la separación entre los ámbitos de gestión tributaria en sentido amplio y de resolución de reclamaciones contra dicha gestión, que en la actualidad se denominan aplicación de los tributos e imposición de sanciones y resolución de reclamaciones contra dicha aplicación de los tributos e imposición de sanciones. Las reclamaciones económico-administrativas constituyen el instrumento necesario para quien desee impugnar los actos de la Administración Tributaria y acceder posteriormente, en su caso, a la vía judicial a través de un procedimiento contencioso-administrativo.
En España, esta vía económico-administrativa nace y se desarrolla durante el siglo XIX. Originalmente, eran los órganos activos de la Hacienda pública —ministro, direcciones generales y delegados de Hacienda— los que resolvían los recursos, pero la saturación llegó a tal punto que en 1892 se creó el Tribunal Gubernativo del Ministerio de Hacienda, hoy conocido como Tribunal Económico-Administrativo Central, y en 1901 los Tribunales Gubernativos de Primera Instancia, antecesores de los actuales Tribunales Económico-Administrativos Regionales y Locales. En 1924 se estableció la estructura hoy vigente.
Los Tribunales Económico-Administrativos, a pesar de su denominación, no son órganos jurisdiccionales y no dependen del poder judicial. Pese a la independencia funcional de la que gozan hay que destacar que se integran en el Ministerio de Hacienda, dentro de la Secretaría de Estado de Hacienda. Se configuran, por tanto, como órganos administrativos especiales, en correlación con la singularidad de la actividad tributaria, con unas notas y características propias como consecuencia de su independencia funcional y separación de los órganos encargados de la aplicación de los tributos e imposición de sanciones.

## Estructura
La estructura de los Tribunales Económico-Administrativos, además de la Sala Especial para la Unificación de Doctrina, se resume como sigue:
- 1 Tribunal Económico-Administrativo Central
- 17 Tribunales Económico-Administrativos Regionales
- 2 Tribunales Económico-Administrativos Locales
- 4 Salas Desconcentradas
- 29 Dependencias Provinciales
- 4 Dependencias Locales

Puede consultar la información detallada de las oficinas pinchando en el enlace de la estructura de los Tribunales Económico Administrativos en https://sede.tea.hacienda.gob.es. 

### Tribunal Económico-Administrativo Central
El Tribunal Económico-Administrativo Central (TEAC), conocido entre 1892 y 1924 como Tribunal Gubernativo del Ministerio de Hacienda, con sede en Madrid, es el órgano central que resuelve los recursos de los que debe conocer en única instancia por estar a él atribuidos, o de reclamaciones frente a resoluciones de los tribunales territoriales.
1.- En única instancia:
1. Las reclamaciones económico-administrativas que se interpongan contra los actos administrativos dictados por los órganos centrales del Ministerio de Economía y Hacienda u otros Departamentos Ministeriales, de la Agencia Estatal de Administración Tributaria y de las entidades de derecho público vinculadas o dependientes de la Administración General del Estado, así como contra los actos dictados por los órganos superiores de la administración de las comunidades autónomas.
2. Las reclamaciones en las que deba oírse o se haya oído como trámite previo al Consejo de Estado.
3. Las reclamaciones económico-administrativas que se interpongan contra los actos administrativos dictados por los órganos periféricos de la Administración General del Estado, de la Agencia Estatal de Administración Tributaria y de las entidades de derecho público vinculadas o dependientes de la Administración General del Estado, o por los órganos de las comunidades autónomas que no sean superiores, así como contra las actuaciones de los particulares susceptibles de reclamación, cuando, aún pudiendo presentarse la reclamación en primera instancia ante el Tribunal Económico-Administrativo Regional o Local correspondiente, la reclamación se interponga directamente ante el Tribunal Económico-Administrativo Central. En este caso pero, la cuantía de la reclamación económica-administrativa deberá ser igual o superior a 150.000 €, o 1.800.000 € si se trata de reclamaciones frente a bases o valoraciones.

2.- En segunda instancia: resuelve los recursos de alzada ordinarios que se interpongan contra las resoluciones dictadas en primera instancia por los Tribunales Económico-Administrativos Regionales y Locales.
3.- Los recursos extraordinarios de revisión y los extraordinarios de alzada para la unificación de criterio.
4.- La rectificación de errores en los que incurran sus propias resoluciones.

### Tribunales Económico-Administrativos Regionales y Locales
Por ello, la estructura en su función de resolver las reclamaciones empieza en los Tribunales Económicos-Administrativos Regionales (TEAR), de los que hay 17, uno por cada comunidad autónoma, y dos Tribunales Económico-Administrativos Locales para atender los casos de Ceuta y Melilla que tienen estatuto de autonomía propio. Las competencias de estos son resolver los recursos administrativos que se presentan contra los órganos territoriales de la administración del Estado en dicho territorio, así como en su caso contra los de la administración autonómica en caso de que así se prevea en el estatuto de Autonomía correspondiente o lo determine la legislación general.
Sus competencias específicas son:
1. En única instancia: entender y resolver las reclamaciones que se interpongan contra los actos administrativos dictados por los órganos periféricos de la Administración General del Estado, de la Agencia Estatal de Administración Tributaria y de las entidades de derecho público vinculadas o dependientes de la Administración General del Estado y por los órganos de la administración de las comunidades autónomas que no sean superiores, cuando la cuantía de la reclamación sea igual o inferior al importe 150.000 euros, o 1.800.000 euros si se trata de reclamaciones contra bases o valoraciones.
2. En primera instancia: las reclamaciones que se interpongan contra los actos administrativos dictados por los órganos mencionados anteriormente cuando la cuantía de la reclamación sea superior al importe mencionado.
3. La rectificación de errores en los que incurran sus propias resoluciones.
4. Las reclamaciones que se interpongan contra actuaciones de los particulares en materia tributaria susceptibles de reclamación económico-administrativa, en primera o única instancia según que la cuantía de la reclamación exceda o no del importe señalado anteriormente. Las competencias anteriormente expuestas han de conciliarse con la existencia de una estructura territorial que define y delimita el ámbito geográfico al que se extienden las competencias de cada Tribunal Económico-Administrativo Regional o Local, así como el de las Salas Desconcentradas. En virtud de ello la competencia territorial para conocer de las reclamaciones económico-administrativas se determina conforme a la sede del órgano que hubiera dictado el acto objeto de la reclamación.

### Sala Especial para la Unificación
Es una única Sala especial, competente para resolver los recursos extraordinarios para la unificación de doctrina interpuestos contra las resoluciones en materia tributaria dictadas por el Tribunal Económico-Administrativo Central.
Estará compuesta por el presidente del Tribunal Económico-Administrativo Central, que la presidirá, tres vocales de dicho Tribunal, el director general de Tributos del Ministerio de Economía y Hacienda, el director general de la Agencia Estatal de Administración Tributaria, el director general o el director del Departamento de la Agencia Estatal de Administración Tributaria del que dependa funcionalmente el órgano que hubiera dictado el acto a que se refiere la resolución objeto del recurso y el presidente del Consejo para la Defensa del Contribuyente.
Cuando el recurso tenga su origen en una resolución de un órgano dependiente de una Comunidad Autónoma o Ciudad con Estatuto de Autonomía, las referencias al Director de la Agencia Estatal de Administración Tributaria y al director general o Director del Departamento de la Agencia Estatal de Administración Tributaria se entenderán realizadas a los órganos equivalentes o asimilados de dicha Comunidad Autónoma o Ciudad con Estatuto de Autonomía.